# باسيل هانسن
باسيل هانسن (بالإنجليزية: Basil Hansen)‏ هو لاعب هوكي الجليد أسترالي، ولد في 7 أكتوبر 1926 في ملبورن في أستراليا، وتوفي في 2 يناير 2015.

## وصلات خارجية
- باسيل هانسن على موقع أوليمبيديا (الإنجليزية)
- باسيل هانسن على موقع اللجنة الأولمبية الأسترالية (الإنجليزية)